# Morpholeria vlasovi
Morpholeria vlasovi är en tvåvingeart som beskrevs av Gorodkov 1964. Morpholeria vlasovi ingår i släktet Morpholeria och familjen myllflugor. Inga underarter finns listade i Catalogue of Life.